# Traité d'indépendance franco-syrien
Le traité d'indépendance franco-syrien de septembre 1936, également appelé Accords Viénot, est un traité diplomatique conclu entre la France et la Syrie, alors placée sous mandat français de la Société des Nations, qui prévoyait l'accès de la Syrie à l'indépendance.

## Contexte
En 1934, la France a tenté d'imposer une première fois un traité d'indépendance qui lui soit favorable. Ce dernier promettait à la Syrie un accès progressif à l'indépendance mais laissait à la France le contrôle des montagnes syriennes, le président syrien, Mohammed Ali Bey el-Abed, étant un chef d'État fantoche.
Ce traité rencontre une opposition farouche conduite par le parlementaire nationaliste Hachem al-Atassi, qui appelle à une grève de soixante jours en signe de protestation. La coalition conduite par Atassi, le Bloc national, reçoit un soutien populaire massif : des émeutes et des manifestations éclatent, perturbant gravement l'économie du pays.

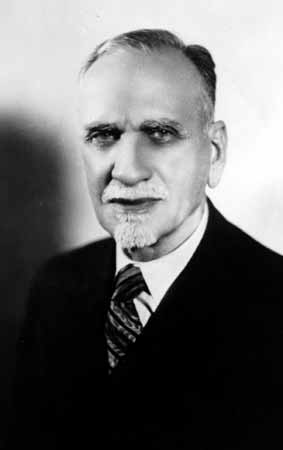
Hachem al-Atassi.

L’arrivée au pouvoir, en France, du Front populaire, remet la question de l'indépendance syrienne à l’ordre du jour. Dans un contexte régional favorable à l’autonomie et à l'indépendance (Irak en 1932, Égypte en 1936) doublé d'une vive montée des tensions en Palestine la même année, la France ne peut rester indifférente aux revendications d’indépendance des Syriens, indépendance qui devait du reste être accordée à court terme selon le mandat de la Société des Nations.

## Contenu du traité

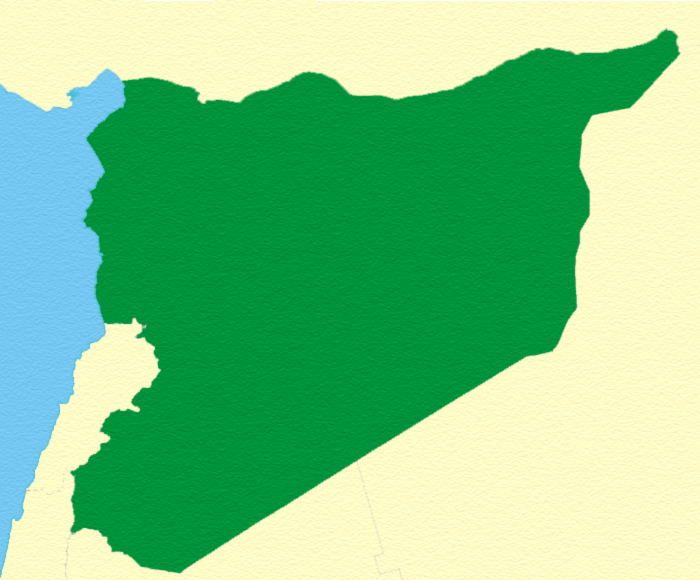
Le territoire de la République Syrienne tel que proposé par le traité.

Le nouveau gouvernement français du Front populaire accepte alors de reconnaître le Bloc national comme les seuls représentants légitimes du peuple syrien et invite Hachem al-Atassi aux négociations qui se déroulent de mars à mai à Paris. 
Un traité est signé le 9 septembre 1936. Côté français, il y a là Léon Blum, président du conseil, Pierre Viénot, sous secrétaire d'État aux Affaires étrangères, Maurice Viollette Ambassadeur de France et Haut commissaire de la République  en Syrie, Henri Ponsot ancien Haut commissaire de la République  en Syrie. La délégation syrienne est quant à elle composée de Hachem al-Atassi à sa tête, accompagné de Mustafa al-Shihabi, Farès al-Khouryi, Jamil Mardam Bey, Saadallah Jabiri, Naim Antaki, l'Emir Ali Abd-el-Khader . Ce traité prévoit alors l’indépendance de la Syrie dans un délai de cinq ans, et l’unité syrienne ; ce qui implique la fin des autonomies druze et alaouite. Il est également prévu que la Syrie entre dans la Société des Nations. La France conserve toutefois des facilités militaires pendant 25 ans en Syrie. La Syrie s'engage à soutenir la France en temps de guerre, y compris en accordant l'accès de son espace aérien. Elle autorise la France à maintenir deux bases militaires sur son territoire. Le traité contient en outre des dispositions économiques et culturelles.
La France refuse en revanche l'option, revendiquée par les nationalistes, de former la Syrie naturelle, incluant le Liban et signe le 13 novembre un second traité accordant au Liban l’indépendance et surtout sa souveraineté et son intégrité territoriale. Cette décision se fonde essentiellement sur le fait que le Liban comprend alors une très importante population chrétienne.
Le 27 septembre 1936, Hachem al-Atassi rentre triomphalement en Syrie et est élu Président de la République en novembre de la même année.

## Refus de ratification
La menace montante de l'Allemagne nazie doublée de penchants impérialistes persistants à certains niveaux du gouvernement français conduisent la France à reconsidérer ses promesses. Dans les milieux militaires, coloniaux et religieux, des oppositions s’élèvent contre la ratification des traités franco-syrien et franco-libanais. Face à l’opposition du Sénat, le Parlement ne ratifie pas le traité. De plus, la France cède la province d'Alexandrette, dont le traité prévoyait qu'elle intégrerait la République syrienne, à la Turquie. Des émeutes éclatent à nouveau, le président Hachem al-Atassi démissionne en 1939 et le projet d'indépendance syrienne est reporté sine die.